# Uromastyx acanthinura
Uromastyx acanthinura es una especie de lagarto del género Uromastyx, familia Agamidae. Fue descrita científicamente por Bell en 1825.
Habita en Argelia, Túnez, Egipto, noroeste de Libia, Mauritania, Sáhara Occidental, Chad (Montañas Tibesti y Ennedi), Malí, Níger y Sudán del Norte.

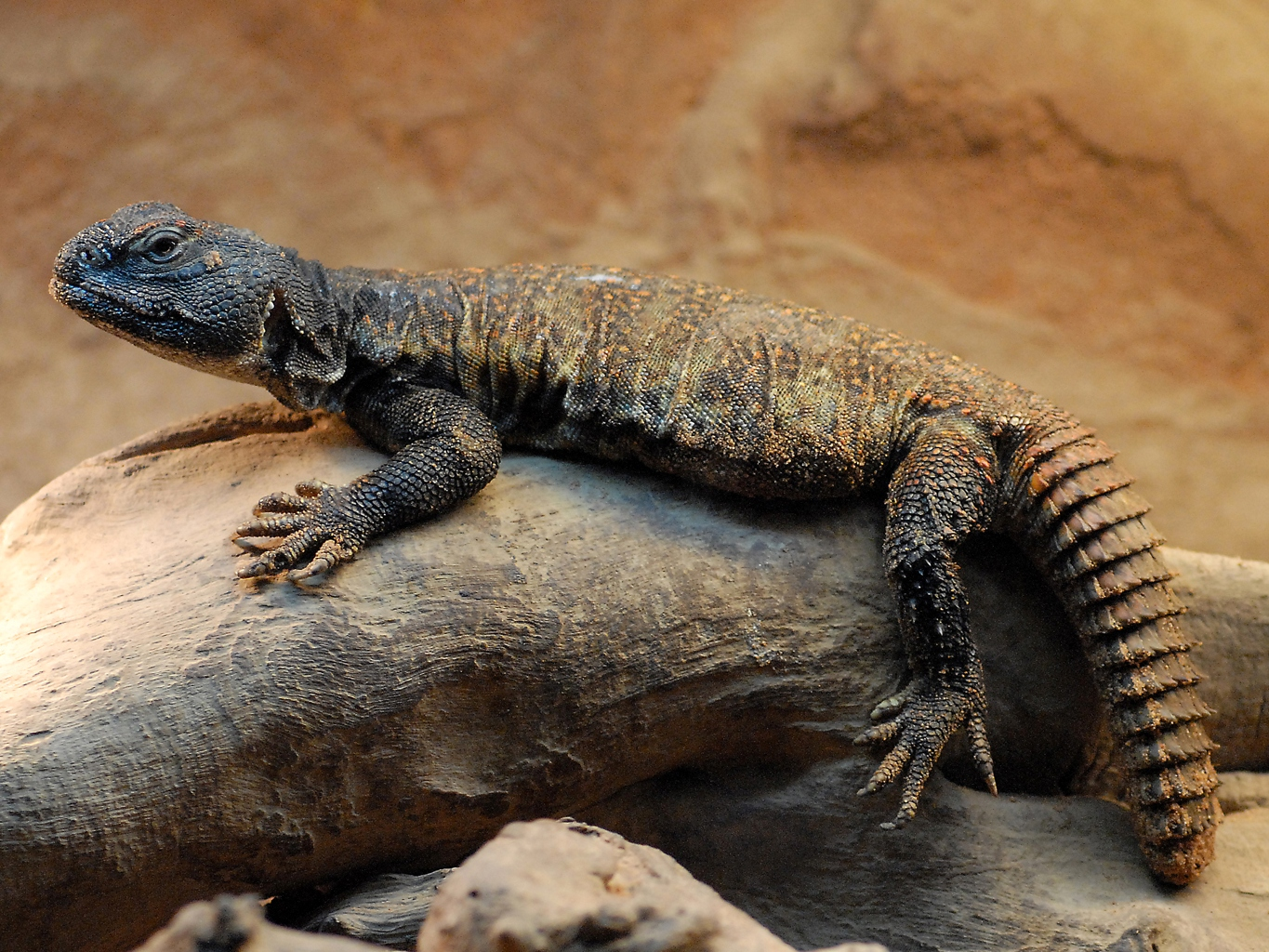
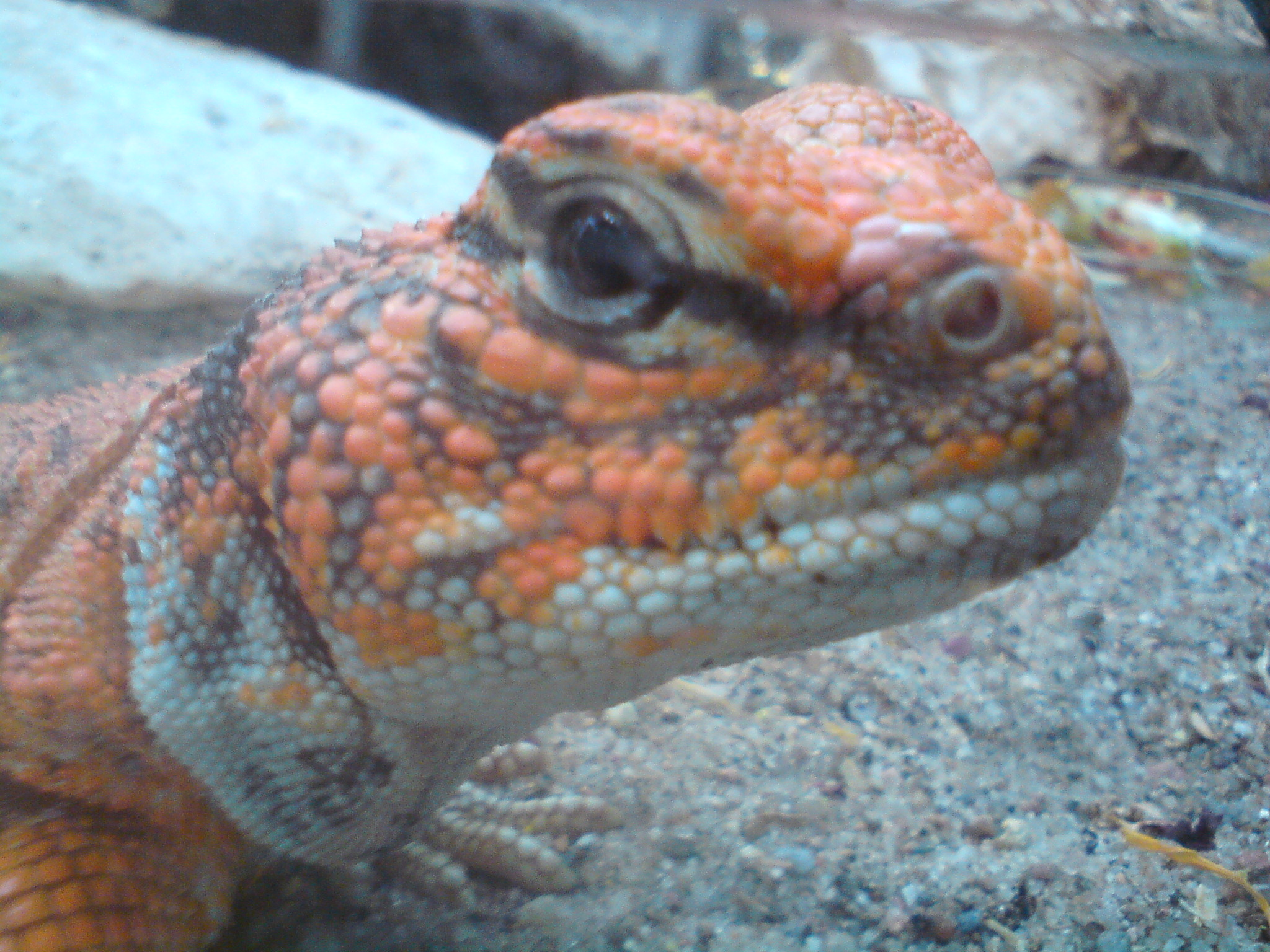
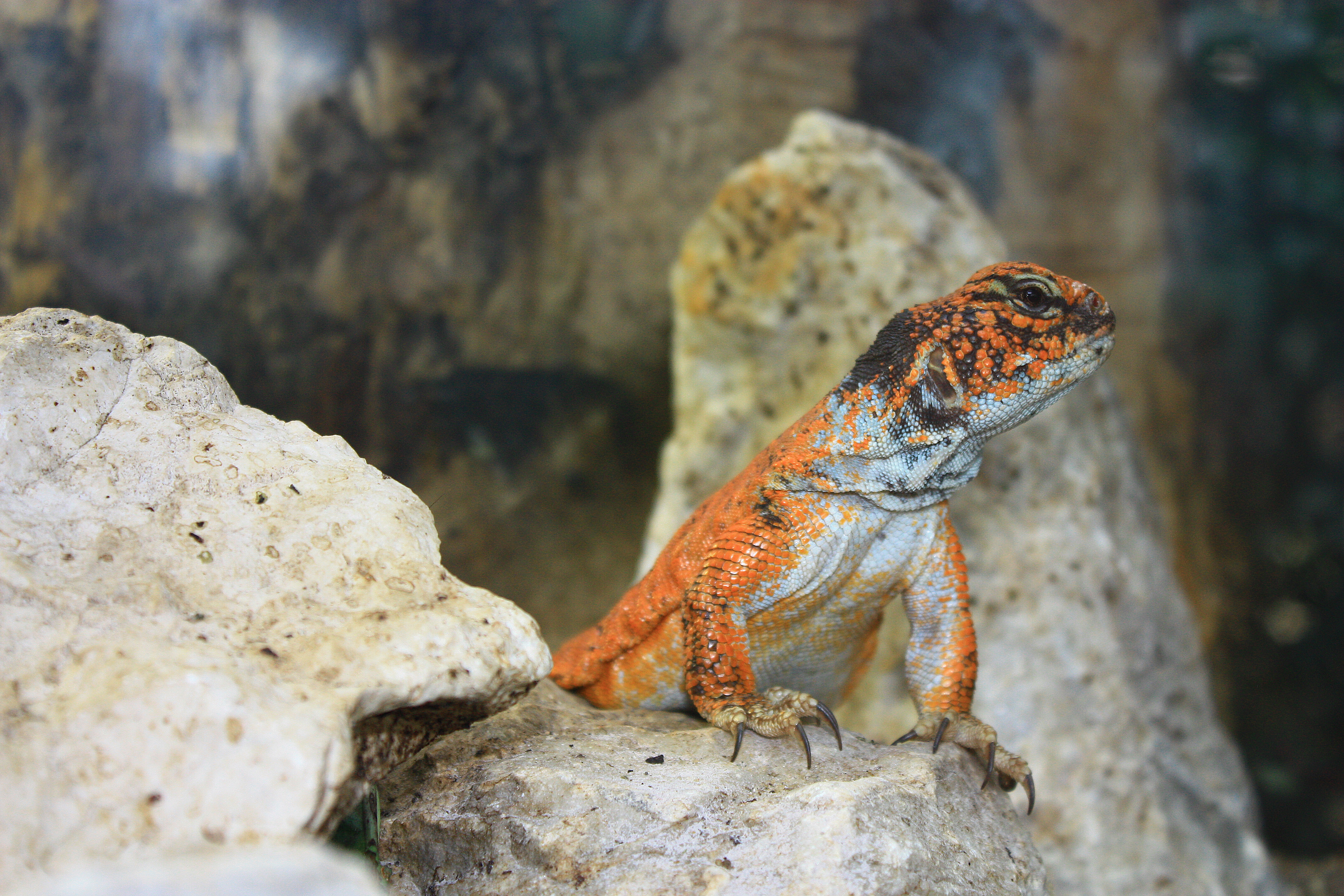
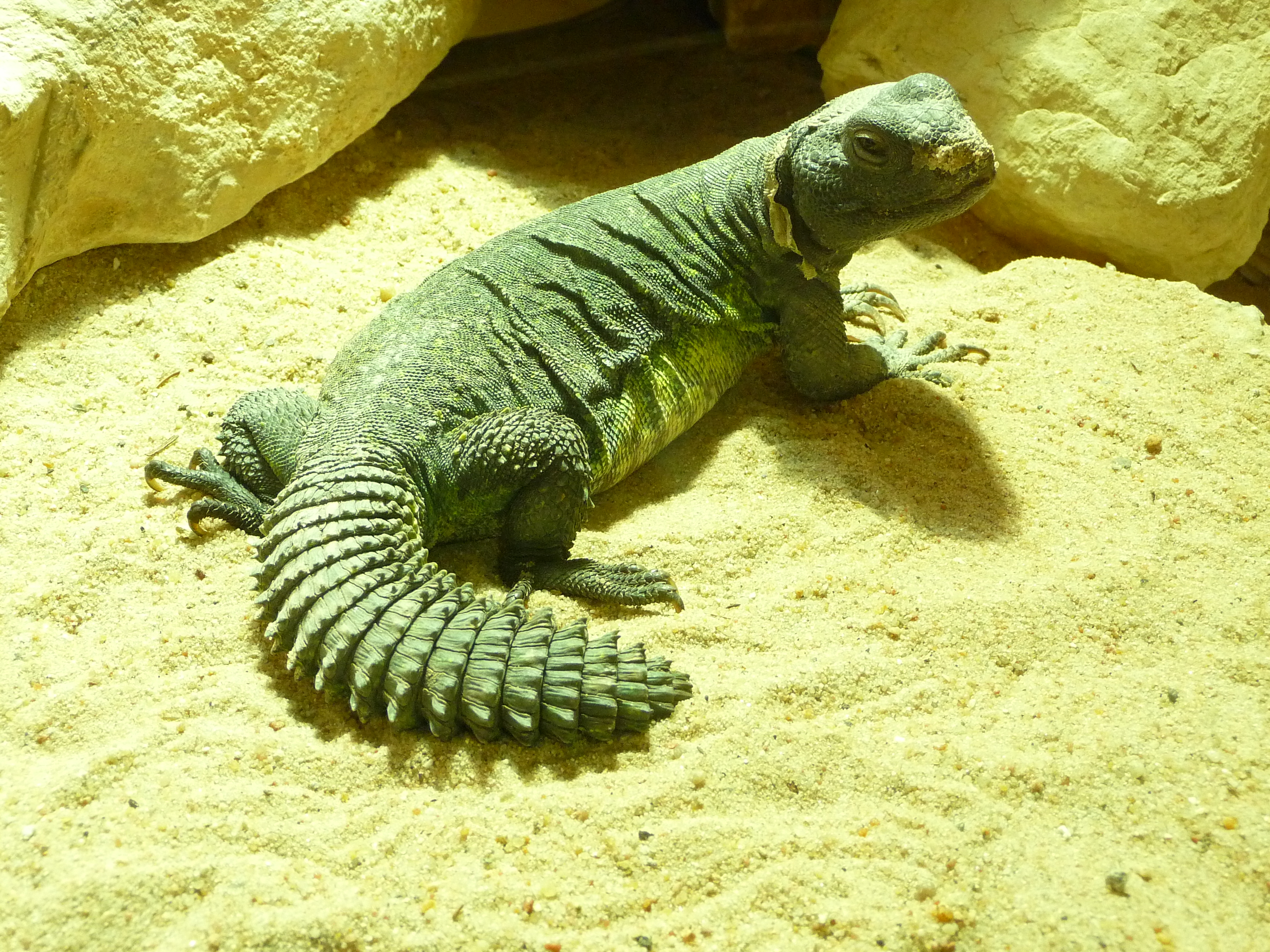
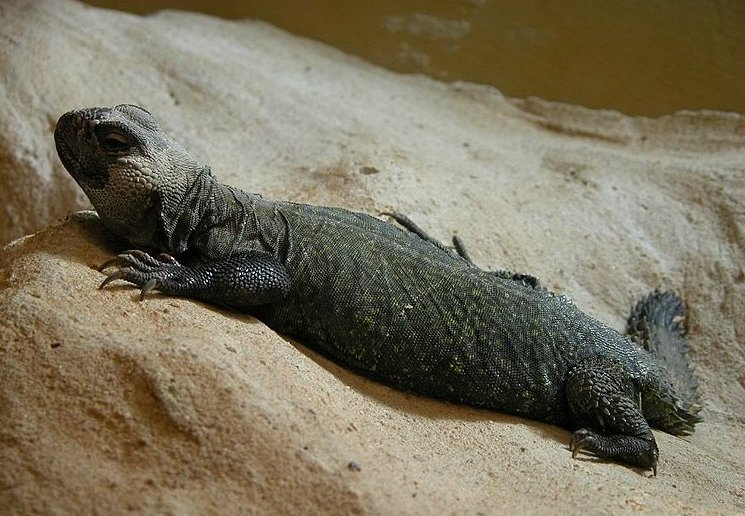